# Rapotice (stacja kolejowa)
Rapotice – stacja kolejowa w miejscowości Rapotice, w kraju Wysoczyna, w Czechach Znajduje się na wysokości 490 m n.p.m.
Na stacji znajdują się kasy biletowe i istnieje możliwość rezerwacji miejsc.

## Linie kolejowe
- 240 Brno - Jihlava